# پاتریک برائوده
پاتریک برائوده (فرانسوی: Patrick Braoudé‎؛ زادهٔ ۲۵ اوت ۱۹۵۴) بازیگر، کارگردان، فیلمنامه‌نویس و تهیه کنندهٔ اهل فرانسه است. وی از سال ۱۹۸۲ میلادی تاکنون مشغول فعالیت بوده‌است.
او در فیلم‌های ایزنوگود، مبلغان و دوست‌دخترها بازی کرده‌است.